# 打浦桥街道
打浦桥街道是中国上海市黄浦区下辖的一个街道。东起重庆南路、鲁班路，西至日晖东路、肇嘉浜路、陕西南路，南到斜土路，北到建国西路、建国中路。面积1.59平方公里。户籍人口6.44万人（2008年）。街道办事处驻南塘浜路103号。

## 行政区划
打浦桥街道下辖大同居委会、肇东居委会、泰康居委会、建中居委会、丽一居委会、蒙西居委会、丽二居委会、银杏居委会、局后居委会、建一居委会、徐一居委会、建三居委会、徐二居委会、建五居委会、锦海居委会、南塘居委会、汇龙居委会。

## 打浦桥
打浦桥原本是橫跨肇嘉浜的一座橋，後來指今黄浦区肇嘉浜路、瑞金二路交汇处附近一带。20世纪初以前，这一带属于上海县城西郊，连接上海县城和松江府城的水运干道肇嘉浜东西横贯，南北两侧的支流日晖港、东芦浦在此交汇。晚清时，日晖港两侧形成内日晖市，是一个柴草、沙石交易市场。1914年，肇嘉浜以北划入上海法租界，浜南则一直属于华界，1928年属沪南区，1945年属卢家湾区。两部分对比悬殊：租界部分整齐繁荣，而华界部分则是大片的贫民窟，两区之间的肇嘉浜污染严重。1954年肇嘉浜填浜筑路，1956年开始兴建了一个小规模的打浦桥商业中心。1990年代，打浦桥地区进行了大规模的旧城改造，面貌发生较大变化，由出名的“下只角”成功地转化为中高档住宅区，以及区域性商业、餐饮休闲区。徐家汇路、打浦路也已拓宽。